# Katápola
Katápola, en grec moderne : Κατάπολα, est un village sur l'île d'Amorgós, dans les Cyclades, en Grèce.
Selon le recensement de 2011, la population du village compte 134 habitants.